# Abukuma-do
Abukuma-do (japonsky あぶくま洞) je jeskynní komplex nacházející se poblíž města Tamura v prefektuře Fukušima. Je dlouhý 3300 m a jeho stáří se odhaduje na více než 80 milionů let. Je také bohatým nálezištěm vápence, avšak jeho těžba byla v roce 1969 pozastavena. Průměrná teplota se celoročně pohybuje okolo 15 °C a vlhkost přesahuje 90 %.

## Historie objevu
Jeskyně byla objevena 15. srpna 1969 horníky (Dendžiro Jaginumi a Saburo Sakizaki). Původně byla pojmenována jako Kamayama Shonyu-do (釜山鍾乳洞). Následujícího roku spustila Univerzita v Nihonu průzkum, na základě kterého byl komplex roku 1971 prohlášen za součást národního přírodní dědictví. 1. června 1973 byla jeskyně přejmenována na dnes známou Abukuma-do a 600 m z celého komplexu bylo zpřístupněno veřejnosti. Nejznámějšími útvary jsou například Vánoční Strom, Stříbrný Mráz nebo chodba Takine. Každým rokem láká miliony turistů.

## Geologie
Okolí jeskyně tvoří vápencovitá vrstva tvořena z rozkladu mrtvých organismů. Její vertikální délka je 4 km a horizontální délka 0,5 – 1,0 km. Vnější vrstvu tvoří převážně jílovitá břidlice a rohovec. Oblast blízko měst Tamura a Sendai tvoří granodiorit. Před objevením se teplota jeskyně v létě pohybovala kolem 14 °C a v zimě klesala na 0 až 10 °C. V letech 1975 až 1977 po rozvoji turistiky došlo v létě k nárůstu teploty až na 15 až 17 °C. 15 °C je nejnižší teplota v zimě. V zimě jsou v blízkosti otvorů jeskyní vidět rampouchy, ale vodní toky a stěny uvnitř nezamrzají.

## Zpřístupnění
Veřejnosti je zpřístupněno 600 m z komplexu. Dále je dostupná průzkumná trasa dlouhá 120 m, celkem tedy 720 m. Celková délka jeskyně je 3300 m, tato informace se ale může změnit v případě dalších průzkumů. Kromě stalagmitů a kamenných sloupů jsou k vidění i jeskynní štíty (ploché krápníky ve tvaru štítových desek) a erozní stopy vody. Výzkumná studie provedená v roce 2001 odhalila, že proud podzemní vody, který proudí z nejvnitřnější části hlavní jeskyně, pochází z podzemní vody, jež pronikla z úpatí hory Otakine.

### Boxwork
Významnou charakteristikou Abukuma-do je zvláštní kalcitová forma známá jako boxwork. Vzácný jeskynní útvar složený z tenkých čepelí kalcitu, které vyčnívají ze stěn a stropů a vytvářejí plástvový nebo krabicový vzor. Jelikož je Abukuma-do jedinou vápencovou jeskyní otevřenou veřejnosti, je jediným přístupným místem v Japonsku s tímto úkazem.

### Vánoční Strom a Stříbrný Mráz

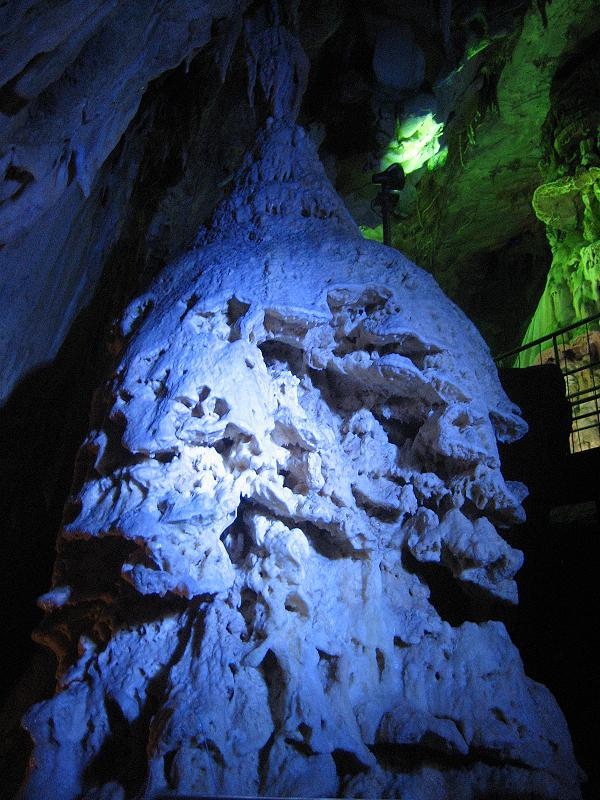
Stříbrný Mráz

Vánoční Strom a Stříbrný Mráz jsou dva z nejvýraznějších krápníků v Abukuma-do. Vánoční Strom je stalagmit a Stříbrný Mráz se střetává s krápníky na stropu jeskyně, z čehož se tvoří stalagnát. Oba představují hlavní zastávku na 600metrové trati uvnitř jeskyně. Podle úřadu pro správu jeskyní Abukuma je Vánoční Strom s výškou přes dva metry považován za největší stalagmit na východě.[ujasnit]

### Organismy
V jeskyních Abukuma lze pozorovat mnoho organismů, včetně mloků, chvostoskoků a netopýrů. V jeskyni žije několik druhů netopýrů, jako je Murina hilgendorfi. Vnitřek jeskyně je osvětlen pro okrasné využití krápníků a pro zajištění bezpečnosti. Mechorosty a řasy se vyskytují na povrchu stěny a tvoří lampenfloru. Ty byly přivezeny zvenčí po objevu jeskyně a původně v jeskyni neexistovaly.

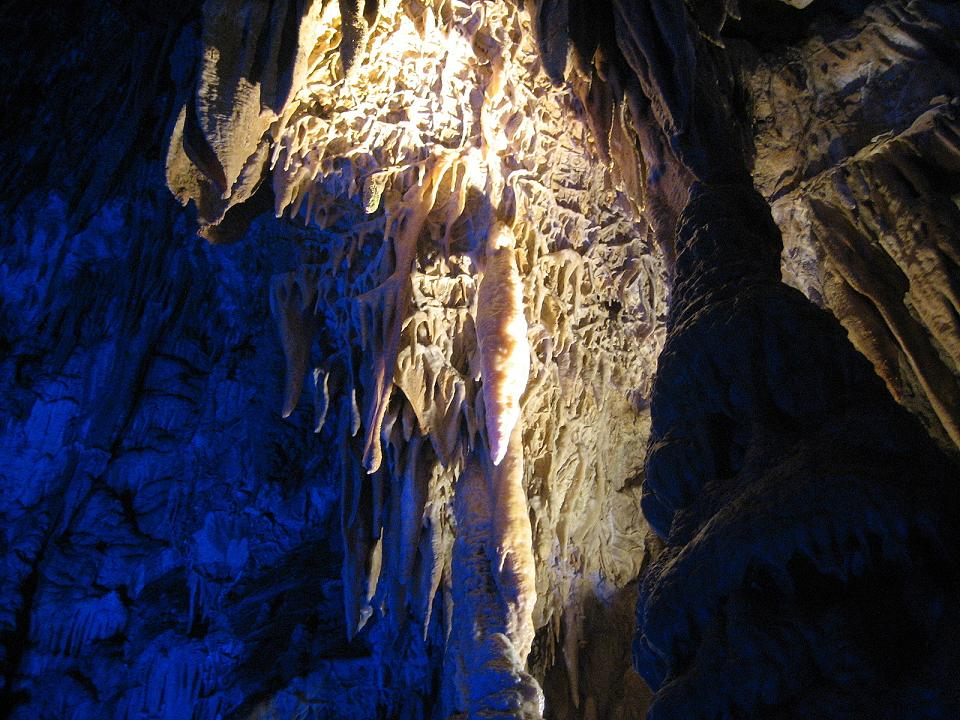
Boxwork uvnitř jeskyně Abukuma-do